# Della Scala (österreichisches Adelsgeschlecht)

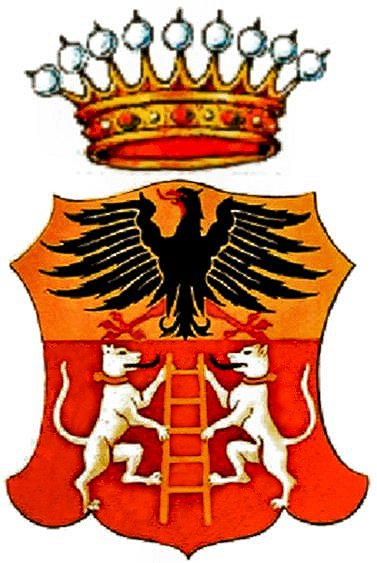
Wappen der Grafen Della Scala 1816

Die Grafen della Scala aus der Bukowina, verwandt mit den Scaligern, sind ein italienisches und österreichisches Adelsgeschlecht.

## Geschichte

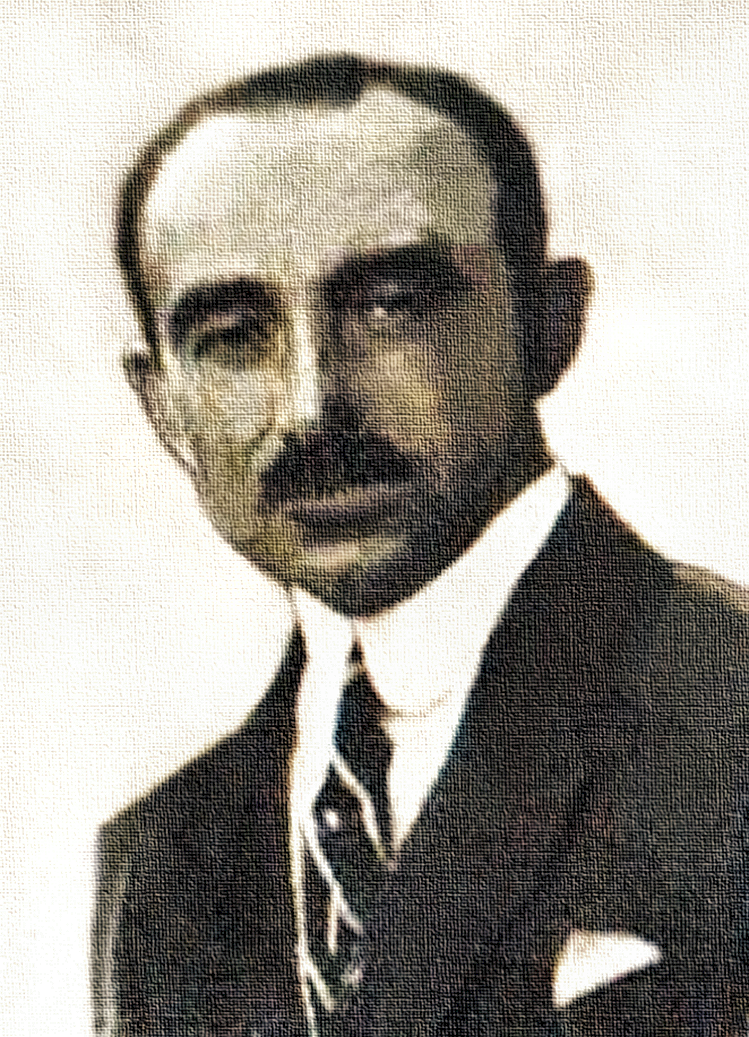
Guido Graf Della Scala (1923)

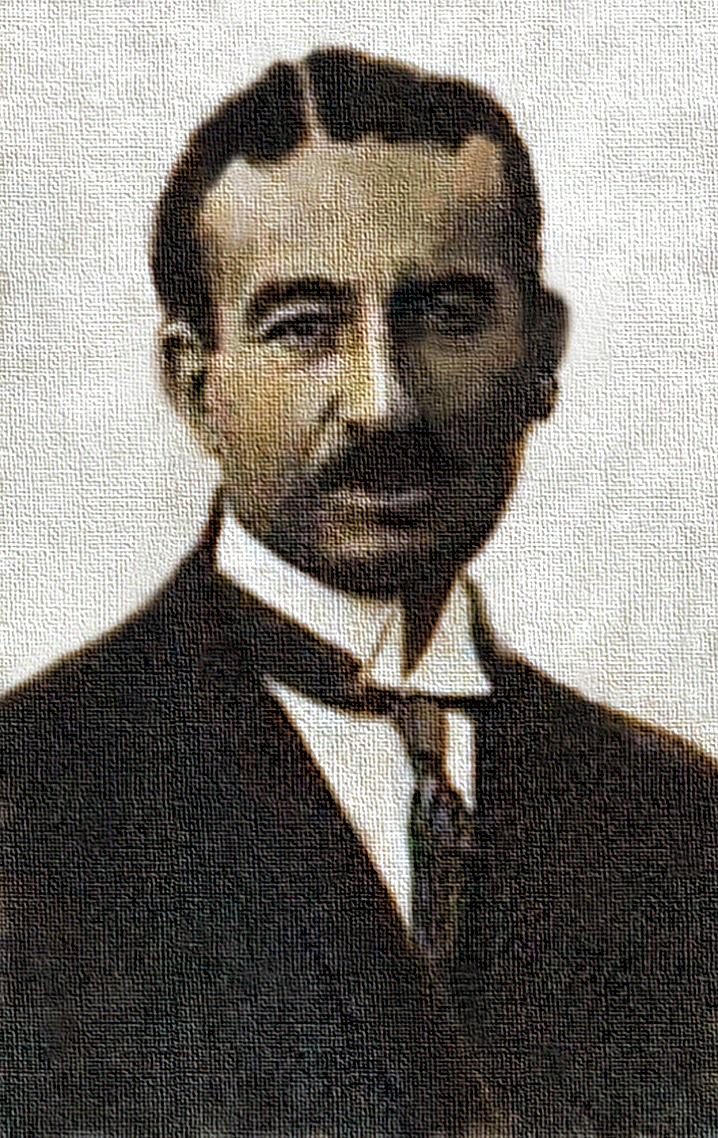
Mastino Graf Della Scala (1923)

Die Familie Della Scala (Scaliger), die von 1261 bis 1387 die Geschicke Veronas lenkten, war nicht nur dort vertreten. Ein Zweig der Familie wurde auch in Lodi und Piacenza genannt.
Der Zweig aus Lodi erwarb 1534 den Ritterstand und wurde durch das Diplom König Karls II. von Spanien und Herzogs von Mailand vom 7. September 1672 in den Grafenstand erhoben.
Durch die Allerhöchste Entschließung Kaiser Franz I. vom 10. Dezember 1816 wurde dem Grafen Klaudius (Claudio) della Scala, in Lodi wohnhaft, sowie seinem Sohn Hanibal und seinem Bruder Franz der alte Adel bestätigt und ihnen die Führung des Grafentitels in Österreich gestattet.
Der ältere Sohn heiratete die Bukowinerin Parasca von Gojan (Goian). Die Familie erwarb im Laufe der Zeit im Herzogtum die Güter Berbestie (Berbești), Kalinestie/Cz. (Călinești) und Teile von Zadowa (Jadova)
sowie in Galizien Landestreu (Selenyj Jar), Brigidau (Laniwka) und Hniliczki.
Von dessen beiden Söhnen heiratete Balthasar (1803–1880), Dragoneroffizier in Lemberg, Helene (1811–1876), Tochter des Ritters Stefan von Wassilko (1772–1843). Balthasars Sohn Hieronymus (1840–5. November 1900) ehelichte Eugenie (1864–1928), Tochter des Leon Ritter von Wassilko. Hieronymus (Jerome) empfahl den Bauern von Hliniczki, da sie keinen katholischen Geistliche bekommen hatten, den formalen Übertritt zum orthodoxen Glauben anzumelden, was für erhebliche Spannungen sorgte.
Die Söhne Guido und Mastino waren beide k. u. k. Rittmeister der Kavallerie. Während sich Guido in Salzburg niederließ und dort 1957 zu den Gründungsmitgliedern der Offiziersgesellschaft Salzburg zählte, trat sein Bruder Mastino (* 18. Oktober 1885 in Zeleneu; † 8. Dezember 1963 in Mainz) als Kavallerieoffizier in die rumänische Armee ein, heiratete am 22. Oktober 1922 in Czernowitz (Cernăuţi) Fürstin Dorothea zu Sayn – Wittgenstein (* 27. November 1904 in Druzhnoselie (Gouvernement Sankt Petersburg);  † 9. April 1970 in Darmstadt) und bewirtschaftete bis 1944 sein Gut Kalinestie/Cz. (Călinești). Königin Maria von Rumänien, die Gattin König Ferdinands I. von Rumänien, war die Taufpatin von Mastinos Tochter Maria (* 27. November 1923 in Călinești, Bukowina; † 22. Dezember 1991 in Darmstadt). Es gelang der Familie 1962 nach Jahren der Verfolgung in der Volksrepublik Rumänien dieses Land zu verlassen und nach Deutschland zu ziehen, wo Mastino jedoch alsbald starb.
Dieser Zweig der Familie della Scala wird im Mannesstamm erlöschen. Das letzte männliche Mitglied dieses Familienzweiges, Mastinos Sohn Heinrich Hieronymus (* 27. Januar 1939), lebt in Kanada.

## Wappen
Das redende Wappen zeigt unter einem goldenen Schildhaupt, darin ein rotbewehrter schwarzer Adler (Abzeichen der italienischen kaisertreuen Parteigänger der Ghibellinen), in Rot eine goldene vier- oder fünfsprossige Leiter (italienisch Scala), gehalten von zwei einwärts aufgerichteten, silbernen Bracken (Mastinos) mit goldenem Halsband. Über dem Schild eine Grafenkrone.

## Bildergalerie

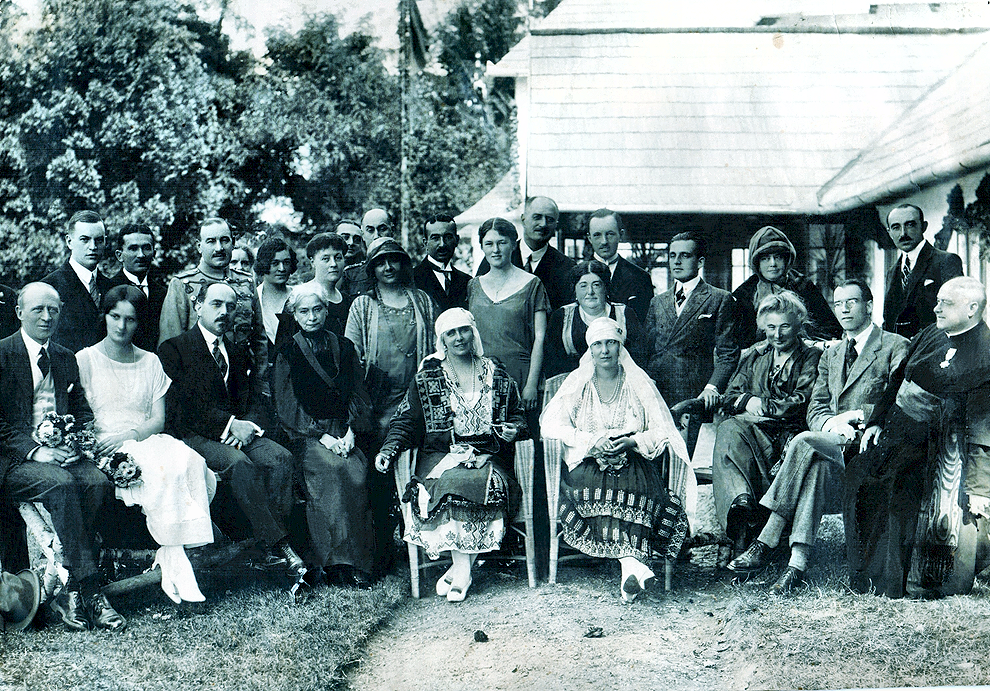
Königin Maria von Rumänien (Mitte u. li.), Taufpatin der Maria Della Scala 1923
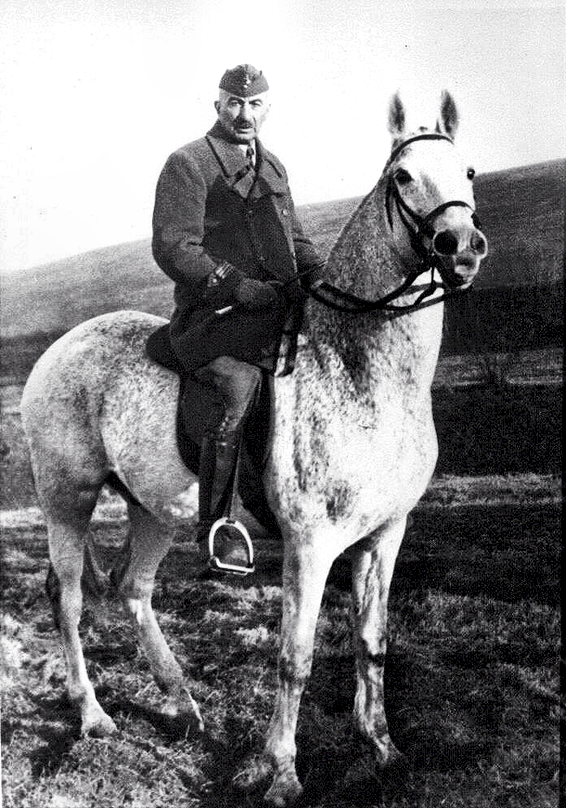
Mastino Graf Della Scala auf Gut Călinești vor 1940
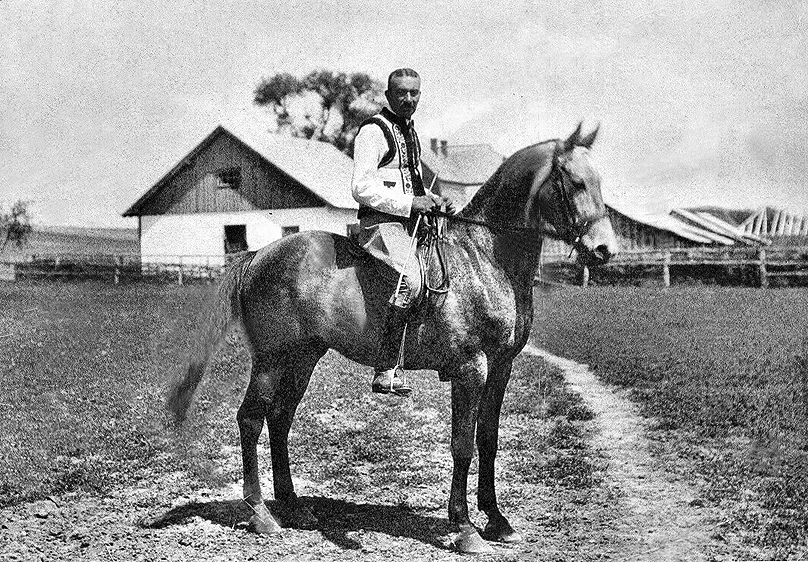
Mastino Graf Della Scala auf Gut Calinesti 1941
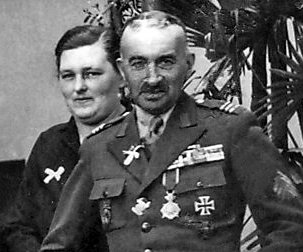
Graf Mastino della Scala und Gattin Dorothea, geb. Prinzessin zu Sayn-Wittgenstein 1943
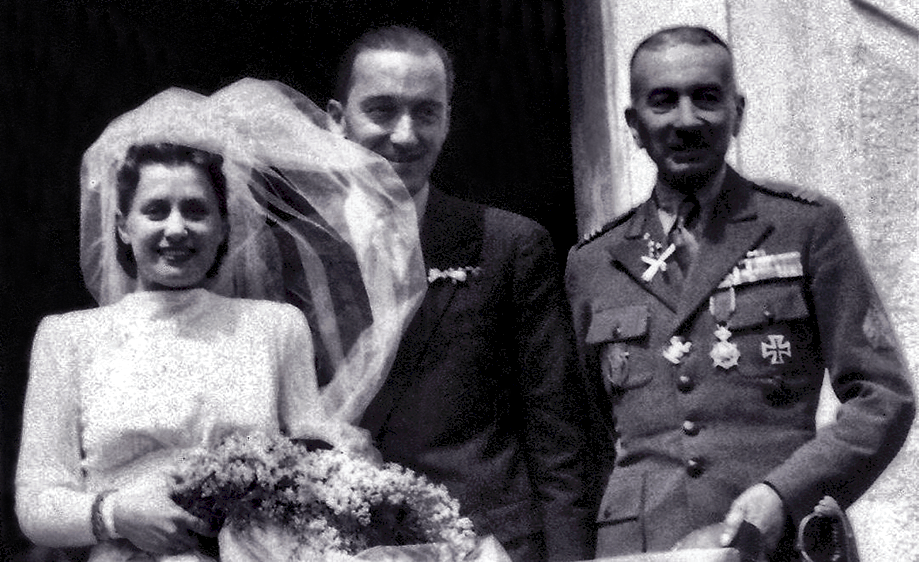
Mastino Della Scala als Trauzeuge des Grafen Georg Wassilko von Serecki 1943